# 17 Cygni
17 Cygni, som är stjärnans Flamsteed-beteckning, är en dubbelstjärna belägen i den södra delen av stjärnbilden Svanen. Den har en lägsta skenbar magnitud på ca 5,00 och är svagt synlig för blotta ögat där ljusföroreningar ej förekommer. Baserat på parallax enligt Gaia Data Release 2 på ca 47,8 mas, beräknas den befinna sig på ett avstånd på ca 68 ljusår (ca 21 parsek) från solen. Den rör sig bort från solen med en heliocentrisk radialhastighet av ca 4 km/s. Stjärnan har en relativt stor egenrörelse och förflyttar sig över himlavalvet med en hastighet av 0,451 bågsekunder per år.

## Egenskaper
Primärstjärnan 17 Cygni A är en gul till vit stjärna i huvudserien av spektralklass F7 V. Den har en massa som är ca 1,2 solmassor, en radie som är ca 0,95 – 1,1 solradier och utsänder ca 3,7 gånger mera energi än solen från dess fotosfär vid en effektiv temperatur av ca 6 500 K.
17 Cygni är en misstänkt variabel, som varierar mellan visuell magnitud +4,96 och ungefär 5 utan någon påvisad periodicitet.
Med en vinkelseparation av 791,40 bågsekunder ligger en följeslagare av spektraltyp M0.4 med gemensam egenrörelse. Vid det beräknade avståndet för paret är detta lika med en projicerad separation av 16 320 AE.  Även om CCDM listar fyra andra följeslagare är dessa inte förbundna med paret.